# セバスチャン・リンドホルム
セバスチャン・リンドホルム（Sebastian Lindholm、1961年1月30日 - ）は、フィンランド出身の元ラリードライバー。いとこは2000年と2002年の世界ラリー選手権 (WRC) チャンピオンであるマーカス・グロンホルム。

## 経歴
彼は7回地元のラリー選手権でタイトルを獲得した。WRCには合計37回出場しており、2007年のラリー・GBからスズキに移籍した。この年をもって実質的なWRC引退と思われていたが、2012年のフィンランドにフォードでスポット参戦を果たしている。

## 人物
- 妻との間に2人の息子がいる。そのうち一人のエミル・リンドホルム（フィンランド語版）もラリードライバーでありトラック運転手でもある。2022年現在、WRC2カテゴリにてTOKスポーツから参戦し続けている。